# 鈴木伸典
鈴木 伸典（すずき しんすけ、1971年 - ）は、日本の実業家。株式会社ゼットン代表取締役会長。

## 経歴
岐阜県で生まれ、岐阜県立岐阜北高等学校を経て愛知大学に進む。高校時代は、入学の動機となった体育祭の応援団長を務めた。愛知大学在学中にゼットン創業者と出会い、バーテンダーとしてのアルバイトを始める。 大学卒業後、司法書士を目指したが、1996年に株式会社ゼットンに入社した。2004年に副社長に就任。 その後2016年に代表取締役社長に昇格し、2025年からは代表取締役会長を務める。
ゼットンの手がける、飲食業を通じた各地の公園（山下公園・葛西臨海公園など）の再生事業は、鈴木が先導したとされる。